# 艾格勒蒙 (上马恩省)
艾格勒蒙（法語：Aigremont，法語發音：[ɛɡʁəmɔ̃] ⓘ）是法国上马恩省的一个市镇，属于朗格勒区。

## 地理
艾格勒蒙（48°1'1"N, 5°43'2"E）面积4.87 平方千米，位于法国大東部大區上马恩省，该省份为法国东北部内陆省份，北起马恩省和默兹省，西接奥布省，西南接科多尔省，东南接上索恩省，东临孚日省。
与艾格勒蒙接壤的市镇（或旧市镇、城区）包括：拉里维耶尔-阿尔农库尔、塞尔克。

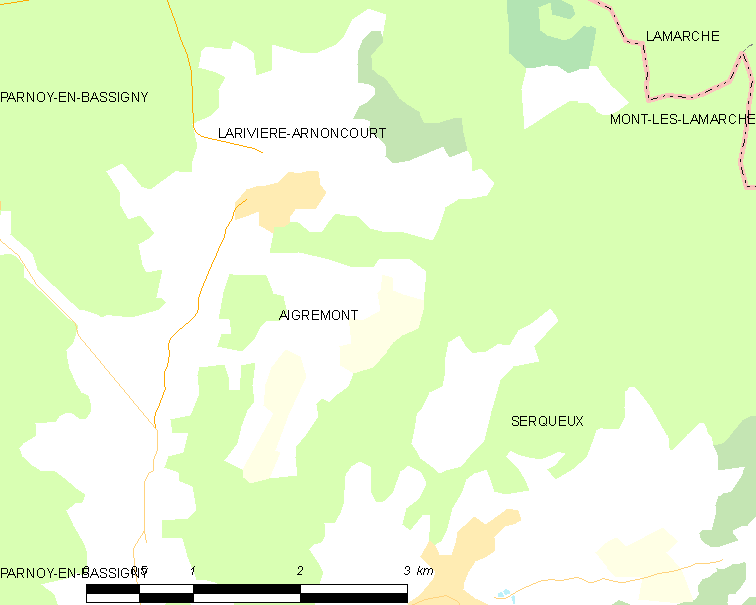
的OSM定位图

艾格勒蒙的时区为UTC+01:00、UTC+02:00（夏令时）。

## 行政
艾格勒蒙的邮政编码为52400，INSEE市镇编码为52002。

## 政治
艾格勒蒙所属的省级选区为波旁莱班县。

## 人口

1962-2008年间人口变化图示

艾格勒蒙于2022年1月1日时的人口数量为26人。